# Каталпа
Южната каталпа (Catalpa bignonioides) е вид двусемеделно растение от семейство Bignoniaceae.

## Разпространение
Каталпата представлява парково дърво, чиято родина е югоизточната част на Съединените американски щати. Внесена е в Европа към края на XVIII в. и е разпространена из целия континент. В България широкото ѝ разпространение е осъществено през 70-те г. на XX в.

## Описание
На височина достига до около 15 – 18 m. Бързо растящо, понася студовете и е устойчиво. Предпочита богатите почви и защитените от ветрове места. Затова е добре да се сее на закътано място в дворовете и парковете. Привлича вниманието с красивата си корона и големите сърцевидни листа. Цъфти след като стане на 5 г. или 3 метра височина в средата на месец юни с големи бели и кремави цветове, красиви и притежаващи приятен аромат.
Плодовете са дълги шушулки, около 40 cm. и остават до късна есен. Листата са устойчиви и късно опадват.
През първите години на засаждането, което е подходящо да се извърши през втората половина на месец април, се полива обилно.